# غریبه‌ها (مجموعه تلویزیونی)
غریبه‌ها (کره‌ای: 남남) یک مجموعه تلویزیونی محصول کره جنوبی سال ۲۰۲۳ با بازی جون هه جین، سویونگ، آن جه ووک و پارک سونگ هون است. این مجموعه بر پایه یک وب‌تون همنام با نام کره‌ای این مجموعه است که از سال ۲۰۱۹ تا ۲۰۲۲ منتشر شد. این مجموعه برای استریم در تیوینگ در کره جنوبی و در ویکی در مناطق منتخب قابل دسترسی است. غریبه‌ها از ۱۷ ژوئیه تا ۲۲ اوت ۲۰۲۳، روزهای دوشنبه و سه‌شنبه ساعت ۲۲:۰۰ (کی‌اس‌تی) از ئی‌ان‌ای برای ۱۲ قسمت پخش شد.

## بازیگران

### اصلی
- جون هه جین در نقش کیم اون می[۱۰][۱۱]
  - پارک یی هیون در نقش جوانی کیم اون می[۱۲]
- سویونگ در نقش کیم جین هی[۱۱]
- آن جه ووک در نقش پارک جین هونگ[۵]
- پارک سونگ هون در نقش اون جه وون[۱۰]